# Melinda
Melinda – rodzaj muchówek z rodziny plujkowatych (Calliphoridae).

## Wybrane gatunki
- Melinda abdominalis (Malloch, 1931)[1]
- Melinda auriceps (Malloch, 1931)[1]
- Melinda bisetosa (Bezzi, 1927)[1]
- Melinda cognata Meigen, 1910
- Melinda crinitarsis (Villeneuve, 1927)[1]
- Melinda dubia (Malloch, 1931)[1]
- Melinda elegans Kurahashi, 1970[1]
- Melinda flavibasis (Malloch, 1931)[1]
- Melinda gentilis Robineau-Desvoidy, 1830[3][2]
- Melinda io Kurahashi, 1965[3]
- Melinda maai Kurahashi, 1970[1]
- Melinda malaisei Kurahashi, 1970[1]
- Melinda nigricans (Villeneuve, 1927)[1]
- Melinda nuortevae Kurahashi, 1970[1]
- Melinda ponti Kurahashi, 1970[1]
- Melinda pusilla (Villeneuve, 1927)[1]
- Melinda scutellata (Sen.-White, 1923)[1]
- Melinda vanemdeni Kurahashi, 1970[1]
- Melinda viridicyanea (Robineau-Desvoidy, 1830)[2]
- Melinda xiphophora (Bezzi, 1927)[1]